# Боде, Александр Карлович
Александр Карлович Боде (8 [19] октября 1780, Саарбрюккен, графство Саарбрюккен — не ранее 1857, Санкт-Петербург) — публицист, поэт, агроном; надворный советник.

## Биография
Отпрыск старинной французской дворянской фамилии; семья эмигрировала в Россию в 1795 году. Получил домашнее образование; русский язык выучил в возрасте 26 лет. Служебная деятельность Боде, начавшаяся попыткой военной карьеры в 1799―1801 гг. в Смоленском драгунском полку быта малоуспешна. Позднее, занимая незначительные должности по гражданскому ведомству: смотритель Пензенского уездного училища (1808―1810); чиновник Феодосийской таможни (1820―1824).
Директор Училища виноделия в Судаке с 1824 по 1833 год. Внёс вклад в развитие виноградарства в Крыму, ввëл рядовую и разреженную посадку лоз по сортам, обрезку и формировку кустов. При нём были высажены 28 тыс. лоз французских сортов, масличные, миндальные, ореховые деревья и лавр. В 1825 году познакомился с А. С. Грибоедовым, который останавливался у него в Судаке. 
После конфликта с начальством в 1833 году (А. И. Казначеевым и М. С. Воронцовым) уволен от должности, вышел в отставку и переехал в Петербург. С 1840 года чиновник Петербургской казённой палаты, к концу жизни дослужился до чина надворного советника. Совмещал службу с управлением частными имениями (Ланских, гр. Соллогубов и др.).
Первые публицистические выступления Боде в «Духе журналов» (под псевдонимом Правдин) показали консервативность его общественной позиции: «Сравнение русских крестьян с иноземными» (1817), «О преимущественных выгодах крестьян на барщине перед оброчными» (1818) и др. В дальнейшем много писал по вопросам сельского хозяйства в «Отечественных записках» П. П. Свиньина, «Библиотеке для чтения», «Маяке» и других журналах, составил несколько специальных руководств. Отдельно издал сочинение «Управитель русского имения» (1847). Не сохранились многочисленные записки Боде по вопросам внутренней и внешней политики. Из собственно литературных произведений были изданы: «Милана. Русская баллада, или Старые погудки на новый лад» (1834) ― малоудачная русификация бюргеровской «Леноры», и стихотворный сборник «Литературные плоды бессонницы» (1845). Некоторые стихотворения опубликованы в «Русской старине» (1886). Сохранившиеся мемуары Боде дают любопытные подробности столичного и провинциального русского быта конца XVIII ― 1-й трети XIX вв., содержат резкие характеристики высокопоставленных чиновников (М. С. Воронцова, А. Х. Бенкендорфа и др.), продиктованные как личной обидой на служебную несправедливость, так и «консервативно-патриотической» оппозиционностью Боде к негативным чертам бюрократической государственности; есть также сведения о знакомстве с И. И. Дмитриевым, Н. М. Карамзиным, семьёй С. Л. Пушкина, о салоне Н. К. Загряжской.